# CHECK
CHECK je konstrukce jazyka SQL, která představuje omezení hodnot určitého sloupce v tabulce. Dá se říci, že je to jeden z druhů konstrukce CONSTRAINT v tomto jazyce. Pro vytvoření jednoduchých omezení (v rámci jednoho sloupce) může být v některých SŘBD použito pouze klíčovým slovem CHECK, pro složitější podmínky omezení, pro omezení více sloupců a pro pojmenování omezení je před ním použito klíčové slovo CONSTRAINT. S pojmenovaným omezením dá pracovat jako s nedatovým objektem tabulky, mazat jej, přidávat jej a měnit. Obsahuje-li tabulka tento typ omezení, databázový engine při vkládání a úpravě záznamů kontroluje podmínku omezení a nedovolí vložit řádek, který by toto omezení porušoval (místo toho například hodí výjimku nebo chybovou hlášku).

## Příklady

### Omezení při vytváření tabulky
```
CREATE
 
TABLE
 
employees
(

  
id
 
INT
 
NOT
 
NULL
 
PRIMARY
 
KEY
,

  
name
 
VARCHAR
(
50
),

  
salary
 
INT
 
CHECK
 
(
salary
>
0
)

);

```

Výše uvedený příklad (poslední položka) vytvoří omezení pro plat coby kladné číslo (salary větší než 0). Tato syntaxe platí například pro MSSQL, MS Access nebo Oracle. MySQL omezení CHECK podporuje pouze formálně – SQL příkaz s omezením lze spustit (v tomto případě s čárkou před CHECK), ale skutečné vynucení tohoto omezení nefunguje.

### Pojmenované omezení při vytváření tabulky
Pro možnost použití více sloupců tabulky a pro pojmenování omezení se používá konstrukce s klíčovým slovem CONSTRAINT.
```
CREATE
 
TABLE
 
employees
(

  
id
 
INT
 
NOT
 
NULL
 
PRIMARY
 
KEY
,

  
name
 
VARCHAR
(
50
),

  
salary
 
INT
 
NOT
 
NULL
,

  
CONSTRAINT
 
check1
 
CHECK
 
(
id
>
0
 
AND
 
salary
>
0
)

);

```

### Přidání omezení v existující tabulce
```
ALTER
 
TABLE
 
employees

ADD
 
CHECK
 
(
salary
>
0
);

```

### Přidání pojmenovaného omezení v existující tabulce
```
ALTER
 
TABLE
 
employees

ADD
 
CONSTRAINT
 
check1
 
CHECK
 
(
salary
>
0
 
AND
 
id
>
0
);

```

Pokud je v tabulce byť jen jediný řádek, který omezující podmínce nevyhovuje, SŘBD nedovolí omezení přidat a vyhodí chybovou hlášku.

### Odstranění omezení v tabulce
```
ALTER
 
TABLE
 
employees

DROP
 
CONSTRAINT
 
check1
;

```

Pro MySQL:
```
ALTER
 
TABLE
 
employees

DROP
 
CHECK
 
check1
;

```

Změnu omezení lze v rámci ALTER TABLE vykonat zřetězení DROP a ADD. Následující příkaz změní existující omezení pro salary>0 na salary>1000:
```
ALTER
 
TABLE
 
employees

DROP
 
CONSTRAINT
 
check1
,

ADD
 
CONSTRAINT
 
check1
 
CHECK
 
(
salary
>
1000
 
AND
 
id
>
0
);

```

## CHECK TABLE
CHECK TABLE je konstrukce SQL, která zkontroluje tabulku a nahlásí případné chyby. Pozná ji několik relačních databázových systémů. Syntaxe pro MySQL je:
```
CHECK
 
TABLE
 
jméno_tabulky1
[,
 
jméno_tabulky2
[,
 
jméno_tabulky3
…
]]
 
{
FOR
 
UPGRADE
 
|
 
QUICK
 
|
 
FAST
 
|
 
MEDIUM
 
|
 
EXTENDED
 
|
 
CHANGED
}
;

```

Např. v MySQL tento příklad vrátí řádek s následujícími položkami Table – název kontrolované tabulky (včetně prefixu databáze), Op – operace; vrací „check“, Msg_type – typ vzkazu; vrací jedno z následujícího: status, error, info, note nebo warning; Msg_text – text vzkazu; je-li tabulka v pořádku, vrátí OK nebo Table is already up to date.

## Obdoby v jiných databázích
MS Access pro sloupce tabulek nabízí v návrhovém režimu kolonky „Podmínka“. Pro textové sloupce má také kolonku „Maska“, pomocí které lze zformátovat podobu hodnout sloupce – obsahuje zástupce alfanumerických, numerických znaků, atd., převod na malá/velká písmena a znaky, které se pouze zobrazí ale neuloží.